# Cour au Chantre

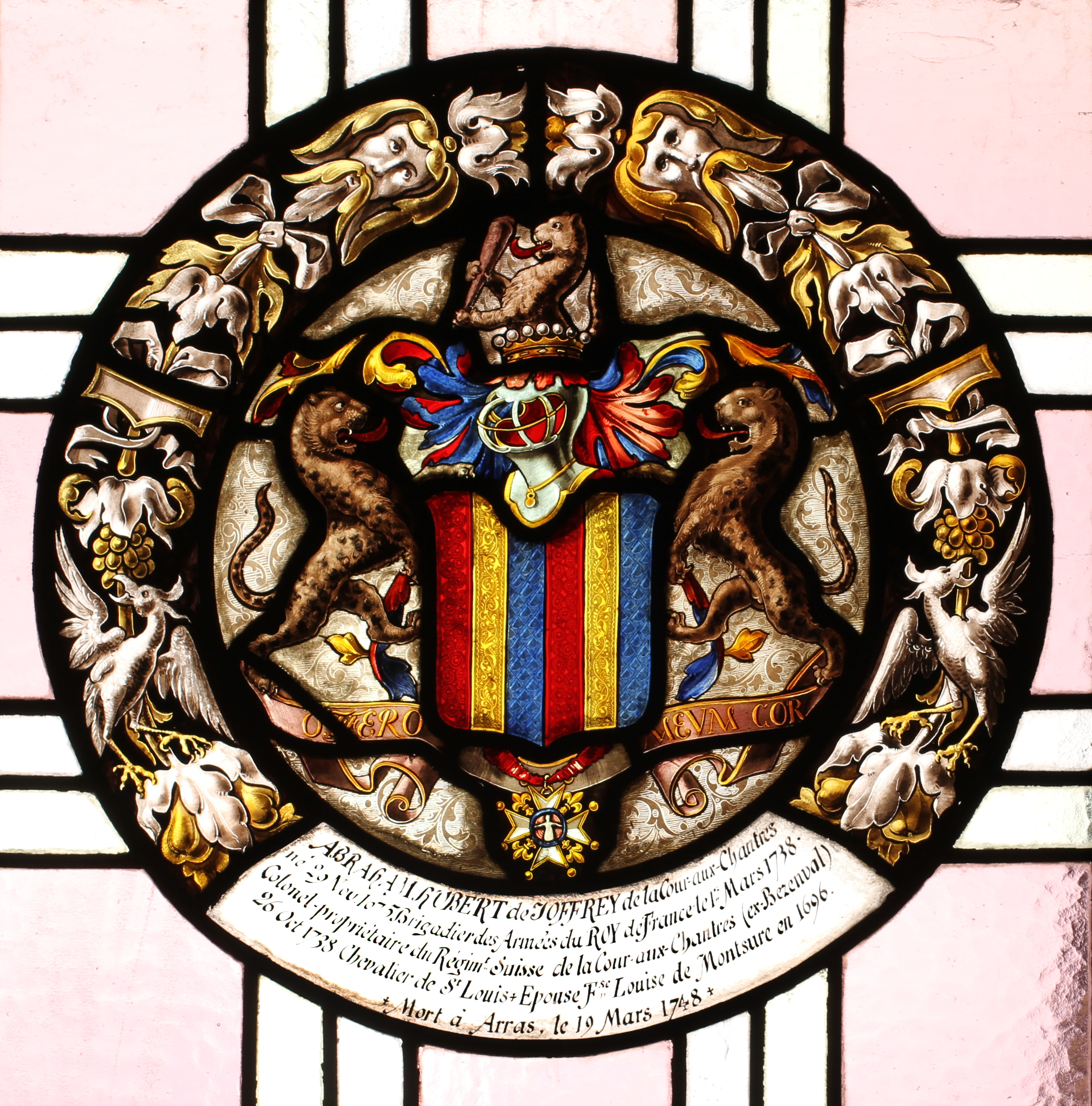
Vitrail aux armes de Joffrey se trouvant dans l'ancienne bibliothèque et salle de billard de la Cour au Chantre

La Cour au Chantre, également orthographiée Cour-au-Chantre ou Cour-aux-Chantres, est un bâtiment situé sur le territoire de la ville vaudoise de Vevey, en Suisse.

## Histoire
Les deux variantes du nom, Cour-au-Chantre et Cour-aux-Chantres (pluriel), sont acceptables comme dénomination. La première fait référence à Girard I d'Oron, chantre de la cathédrale de Lausanne, doyen de Valère et seigneur de Vevey, mais également à Girard II d'Oron-Bossonnens, son neveu, qui occupa les mêmes fonctions à Lausanne et Sion et qui hérita de ce bien en 1310. Le terme de cour (curia cantorum) ne désigne pas la place close, mais le bâtiment où s'exerçait la justice ecclésiastique.
La maison est acquise vers 1540 par Jean Joffrey qui la reconstruit en 1555. Une partie du bâtiment est encore remodelé à la fin du XVIIe siècle. C'est finalement pour Vincent-Sigismond de Joffrey que Guillaume Delagrange la transforme totalement entre 1725 et 1729 en unifiant les différents bâtiments et en lui donnant son aspect actuel. En 1885, la demeure passe à la famille Davall (d'origine britannique et entrée dans la famille en 1820 à la suite de l'alliance de Louise de Joffrey avec Edmond Davall). À la suite d'une succession familiale compliquée, la demeure se retrouve aux mains d'Emile Davall en 1885. Elle est vendue avec parc et dépendances à la ville de Vevey en 1919, la famille Davall offrant à la ville la moitié de sa valeur. Elle est depuis lors la préfecture du district.
Description
Édifiée par l’architecte huguenot d'origine française Guillaume Delagrange en 1725-1729, la Cour-au-Chantre est le plus vaste hôtel particulier de l’est lémanique de la première moitié du XVIIIe siècle. Dans son genre, il s'agit d'une œuvre précoce : on retrouve de tels hôtels « entre cour et jardin » à Genève à la fin du  XVIIe siècle, selon des plans vraisemblablement importés de Paris (hôtel Buisson, plans sans doute de Jules Hardouin-Mansart, l’architecte de Versailles et de l'église des Invalides), parfois repris en campagne pour des châteaux (L'Isle, 1696, par Hardouin-Mansart ; Vullierens, ca. 1712, en présence de Delagrange, cité comme menuisier). Il est sinon rarissime dans les villes vaudoises : au début du siècle, à peine peut-on citer la maison d’Aspre à Aubonne (ca. 1721). À Vevey, la Cour-au-Chantre est unique par son ampleur et son ambition ; elle ne sera égalée que plus tard par l'hôtel d'Herwart.
L'édifice est bâti selon le principe de l'hôtel entre cour et jardin, disposant le corps de logis entre deux espaces ouverts, l’un sur la rue, l’autre traité sous forme de parc, qui communiquent généralement par une série d’ouvertures axiales (portes et portes-fenêtres), donnant un aspect « transparent » à l’édifice. Ici, en raison de la déclivité, le système est un peu réaménagé. Il comporte bien des ailes dans la tradition parisienne, ce qui est rare en Suisse (maison d’Aspre ; hôtel Besenval à Soleure, 1703-1706), mais il pourrait ici s'agir de la récupération d’édifices antérieurs, comme leur plan irrégulier le laisse penser. En outre, le plan « classique » est ici inversé : en principe, la cour est au nord et le jardin au sud, ce qui n’est pas le cas à la Cour-au-Chantre. La maison se situant sur le tracé de l’ancienne enceinte, elle n’avait d’autre choix que ce renversement du plan. On notera que cette particularité se retrouve d’ailleurs pour des raisons inexpliquées au château de Coinsins, ainsi qu'à Lausanne, dans l’un des très rares hôtels au plan entre cour et jardin, l’hôtel de Montrond (1725, au Grand-Chêne, disparu). Il montrait la même ouverture des ailes vers le sud, donnant cette fois sur le jardin. Rien d'étonnant à cela lorsque l'on sait qu'il s’agit d’une autre œuvre de Guillaume Delagrange, qui manie apparemment avec souplesse les préceptes français en matière d’architecture. Il les connaît vraisemblablement non pas par un apprentissage comme architecte - il est sans doute menuisier de formation - mais par le biais des traités d’architecture, ce qui le rend sans doute moins dogmatiques avec les modèles canoniques.
Delagrange maîtrise toutefois bien la grammaire architecturale : il différencie la forme des fenêtres selon les parties qu'elles ajourent (côté cour : avant-corps central avec fenêtres et porte en arc surbaissé, les autres parties avec de simples fenêtres rectangulaires. Côté jardin : toutes les ouvertures en arc surbaissé, celles de l’avant-corps agrémentées d’agrafes sculptées), il met en évidence de l’avant-corps central par un fronton – qui résonne comme un signe de noblesse, à la fois sociale et architecturale -, il soigne le rythme des façades (notamment côté jardin, ou apparaissent deux avant-corps latéraux, créant le rythme régulier et subtil de 1-4-3-4-1), il superpose les ornements dans les chaînes latérales des différents corps (refends au bel-étage, pilastres à l’étage supérieur). Les chapiteaux d’ordre ionique sont caractéristiques de Delagrange ; ils diffèrent du modèle antique par leurs proportions écrasées, trop larges par rapport aux modèles, et par la présence d’une table rectangulaire. On retrouve ces mêmes caractéristiques à l’hôtel de Seigneux à Lausanne (Palud) et à l’hôtel de ville de Saint-Maurice, autres œuvres de l’architecte.
D’autres éléments, sans doute d’origine, méritent d’être relevés : le système de fermeture de la cour avec son portail marqué par des piles de pierres sommées de boulets monumentaux et ses grilles de fer forgé ; la composition ornementale au-dessus de la porte, caractéristique du début du XVIIIe siècle par sa conjugaison de C et de S de fer forgé, ainsi que par les rehauts d’or. Enfin, les vantaux de la porte principale de la demeure, également typique de leur époque, avec motifs rappelant les parquets à la Versailles dans la partie basse et partie médiane à fortes moulures et terminaison en segment de cercle à épaulements latéraux. Le vitrail supérieur est plus tardif, la porte ne devait pas être vitrée à l’origine.
Le bâtiment est inscrit comme bien culturel suisse d'importance nationale. Il accueille actuellement le siège de la préfecture et de l'administration de l'ancien district de Vevey, puis du nouveau district de la Riviera-Pays-d'Enhaut.

## Source
- Cédric Rossier, « La Cour-au-Chantre et la famille de Joffrey », Vibiscum 9/2002, p. 17-74.